# Langhorne Creek
Pour les articles homonymes, voir Langhorne.
Langhorne Creek est une ville d’Australie-Méridionale. Elle comptait une population de 427 habitants au recensement de 2016.